# اچ‌ام‌اس لایولی (۱۸۰۴)
اچ‌ام‌اس لایولی (۱۸۰۴) (به انگلیسی: HMS Lively (1804)) یک کشتی بود که طول آن ۱۵۴ فوت ۱ اینچ (۴۷٫۰ متر) بود. این کشتی در سال ۱۸۰۴ ساخته شد.